# Santa Maria de Montargull
Santa Maria de Montargull és l'antiga església parroquial de Montargull, del municipi d'Artesa de Segre, inclosa en l'Inventari del Patrimoni Arquitectònic de Catalunya.

## Descripció

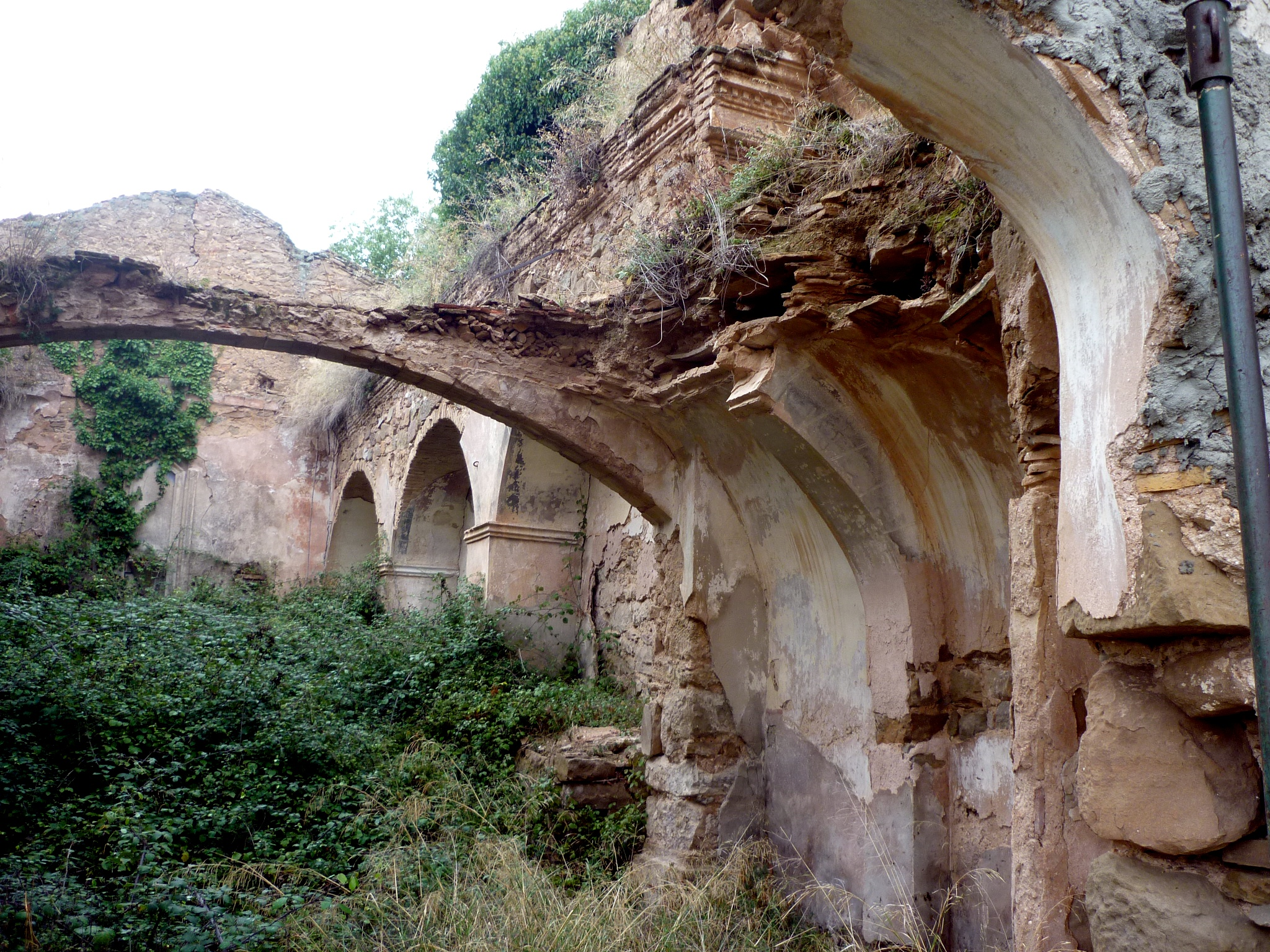
Interior ruïnós

Edifici situat al vessant sud del lloc. És de planta rectangular, avui força malmés. La planta està delimitada per la capçalera, a ponent, i per la façana principal, orientada a llevant, amb les restes molt malmeses de la portada, en arc de mig punt adovellat, i del rosetó, ubicat damunt seu. Façana amb remat recte coronada per un campanar d'espadanya de dos pisos, el superior més petit. Els murs laterals estan configurats interiorment per quatre ninxols o fornícules, per allotjar imatges, units per una cornisa. Es conserven restes de l'arc rebaixat del cor. L'edifici estava cobert amb volta de canó, a l'interior, i a doble vessant a l'exterior. A darrere de l'església, totalment coberts de vegetació, hi ha restes de la sagristia i dels habitatges dels religiosos.

## Història
L'església des d'antic havia pertangut a Sant Pere d'Àger. El 1835 fou adscrita a la diòcesi de Lleida i, recentment, a la Seu d'Urgell. Les restes de l'edifici que tenim són renaixentistes, del segle xvi.
La volta es va ensorrar un dia de festa major dels anys 1950. Per un problema d'última hora el mossèn no va poder celebrar la missa i això va ser providencial per estalviar possibles víctimes a l'ensorrament. A principis dels anys 1970 es va espoliar el rosetó de la façana principal així com altres ornaments, deixant únicament les parets que avui en dia encara es conserven, tot i que amb un deteriorament progressiu. Les celebracions religioses a partir de l'ensorrament es van celebrar a l'edifici de les escoles, fins que es va construir l'església nova a finals dels anys 1970.
Durant la Guerra Civil Espanyola, seguint les ordres donades per les autoritats sota amenaça de consell de guerra, es van fer caure les campanes de l'església de Santa Maria, arrossegant-les amb cordes fins a la carretera. Un cop acabada la guerra, per substituir les campanes antigues, es va fer servir una bomba d'aviació, que va romandre fent les funcions de campana fins a l'ensorrament de l'església.